# Shampooman
「Shampooman」（シャンプーマン）は、SILVAの12枚目のシングル。2002年10月9日発売。

## 収録曲
1. Shampooman
  - 作詞：SILVA 作曲：森元康介 編曲：村山晋一郎
2. 楽しい日曜日
  - 作詞：SILVA 作曲・編曲：森元康介
3. Shampooman（Instrumental）
4. 楽しい日曜日（Instrumental）

| スタブアイコン | サブスタブ | この項目は、まだ閲覧者の調べものの参照としては役立たない、シングルに関連した書きかけの項目です。この項目を加筆・訂正などしてくださる協力者を求めています（P:音楽/PJ:楽曲）。 |